# .gh
.gh ist die länderspezifische Top-Level-Domain (ccTLD) des westafrikanischen Staates Ghana. Sie wurde am 19. Januar 1995 eingeführt und wird von der Network Computer Systems Limited mit Hauptsitz in Accra verwaltet.

## Eigenschaften
Neben der Top-Level-Domain gibt es zahlreiche Second-Level-Domains, beispielsweise .com.gh für Unternehmen, .edu.gh für Bildungseinrichtungen, .gov.gh für die Regierung und andere Behörden Ghanas, .org.gh für gemeinnützige Organisationen und .mil.gh für das Militär. Zunächst war es notwendig, dass zumindest der administrative Ansprechpartner seinen Sitz in Ghana hatte – erst im Jahr 2012 wurden die Richtlinien  durch den Wechsel der Vergabestelle dahingehend geändert, dass .gh von jedermann ohne Einschränkungen registriert werden konnte. Insgesamt darf eine .gh-Domain zwischen zwei und 63 Zeichen lang sein und nur alphanumerische Zeichen beinhalten.

## Sonstiges
Im Zuge der Einführung neuer Top-Level-Domains wurde bekannt, dass die Vergabestelle von .gh die generische Adresse .africa unterstützt. Sie solle .gh nicht ersetzen, sondern die Verbreitung von Domains auf dem afrikanischen Kontinent sogar fördern.